# Frente doméstica do Reino Unido durante a Segunda Guerra Mundial
A frente doméstica do Reino Unido durante a Segunda Guerra Mundial abrange a história política, social e económica durante 1939-1945.
A guerra foi cara e financiada por meio de altos impostos, venda de ativos e aceitação de grandes quantias de empréstimos e arrendamentos dos EUA e Canadá. Os EUA forneceram 30 mil milhões de dólares em munições, enquanto o Canadá também contribuiu com ajuda. A ajuda americana e canadiana não teve de ser reembolsada, mas também houve empréstimos americanos que foram reembolsados.
A mobilização total da Grã-Bretanha durante este período provou ser bem-sucedida na vitória da guerra, mantendo forte apoio público. Os meios de comunicação social apelidaram-na de “guerra popular”, o que se tornou popular e significou a procura popular de planeamento e de um estado de bem-estar social alargado. Em 1945, surgiu o consenso do pós-guerra, que proporcionou um estado de bem-estar social. A família real desempenhou papéis simbólicos importantes durante a guerra. Eles recusaram-se a deixar Londres durante o Blitz e visitaram tropas, fábricas de munições, estaleiros e hospitais por todo o país.
Os britânicos contaram com sucesso com o trabalho voluntário. A produção de munições aumentou drasticamente, mantendo a alta qualidade. A produção de alimentos foi enfatizada para o transporte gratuito de munições. Os agricultores aumentaram a área cultivada de 12 milhões para 18 milhões de acres (de cerca de 50.000 para 75.000km2), e a força de trabalho agrícola aumentou num quinto, graças ao Women's Land Army.

## Política

### Planeando o estado de bem-estar social
A experiência comum das dificuldades da guerra criou um novo consenso para um estado de bem-estar social no pós-guerra, incluindo segurança social universal, um serviço nacional de saúde gratuito, melhor educação secundária, habitação alargada e subsídios familiares. O sucesso do governo durante a guerra em fornecer novos serviços, como hospitais e almoços escolares, e o espírito igualitário predominante contribuíram para o amplo apoio a um estado de bem-estar social ampliado, apoiado por todos os principais partidos. As condições de bem-estar, principalmente em relação à alimentação, melhoraram durante a guerra, quando o governo impôs o racionamento e subsidiou os preços dos alimentos. No entanto, as condições de moradia pioraram devido aos bombardeios, e havia escassez de roupas. A igualdade aumentou drasticamente à medida que os rendimentos dos trabalhadores ricos e de colarinho branco diminuíram acentuadamente devido ao aumento dos impostos, enquanto que os trabalhadores de colarinho azul beneficiaram do racionamento e do controlo de preços.
As pessoas exigiram uma expansão do estado de bem-estar social como recompensa pelos seus sacrifícios durante a guerra. O Partido Trabalhista tomou a iniciativa, mas os Conservadores lideraram a Lei da Educação de 1944, que introduziu grandes melhorias nas escolas secundárias na Inglaterra e no País de Gales. Os historiadores consideram-no um “triunfo para a reforma progressiva” e tornou-se um elemento central do consenso do pós-guerra apoiado por todos os principais partidos.
William Beveridge, do Partido Liberal, declarou guerra aos cinco "males gigantes": carência, doença, ignorância, miséria e ociosidade. Ele recomendou sistematizar e universalizar vários serviços de manutenção de rendimento. Os benefícios de desemprego e doença seriam universais, com novos benefícios para maternidade. O sistema de pensão por velhice seria revisto e expandido, exigindo aposentadoria. Um Serviço Nacional de Saúde completo forneceria assistência médica gratuita para todos. Todos os principais partidos subscreveram estes princípios, que foram amplamente postos em prática quando a paz regressou.
O planeamento de moradias no pós-guerra começou em 1941. Os conservadores argumentavam que uma maior posse de propriedade daria às pessoas uma participação económica real na sociedade. Depois de 1945, a expansão da propriedade tornou-se a questão principal dos conservadores, enquanto que os trabalhistas continuaram a depreciar a propriedade privada. Todos os partidos queriam estimular a indústria da construção. A política consensual era que as autoridades locais liderariam durante o período de transição, mas, a longo prazo, a maior parte das novas construções seria deixada para o setor privado. O governo local concentrar-se-ia na eliminação de bairros de lata e na assistência aos menos favorecidos. As restrições financeiras no final da década de 1940 adiaram o plano ideal para a década de 1950.

## Economia

"Grã-Bretanha: Ponta de Lança do Ataque": cartaz de propaganda mostrando como os setores da economia (alimentos, construção naval, geração de energia, carvão, fabricação de armas) se coordenam para facilitar a invasão dos Aliados Ocidentais à Alemanha.

A escala da mobilização para a guerra é melhor medida pela proporção do PIB dedicada ao esforço de guerra, que foi de 7,4% em 1938, 15,3% em 1939, 43,8% em 1940, 52,7% em 1941, 55,3% em 1943 (valor máximo) e 53,4% em 1944. As perdas líquidas da riqueza nacional britânica durante a guerra ascenderam a 18,6% (4,595 mil milhões de libras) da riqueza pré-guerra (24,68 mil milhões de libras), a preços de 1938.

### Finanças
Em seis anos de guerra, houve uma entrada líquida de 10 mil milhões de libras. Destes 1,1 mil milhões de libras provieram da venda de investimentos; 3,5 mil milhões de libras foram constituídos por novos empréstimos, dos quais 2,7 mil milhões de libras foram contribuídos pela Sterling Area do Império. O Canadá fez C$ 3 mil milhões em doações e empréstimos em condições fáceis. Acima de tudo, veio o dinheiro americano, empréstimos e concessões de Lend Lease de £5,4 mil milhões. Isto financiou grandes compras de munições, alimentos, petróleo, maquinaria e matérias-primas. Não houve cobrança pelos suprimentos do programa Lend Lease entregues durante a guerra. Houve uma cobrança por suprimentos entregues após 2 de setembro de 1945. Os empréstimos da Grã-Bretanha junto à Índia e outros países, medidos por "saldos em libras esterlinas", totalizaram £ 3,4 mil milhões em 1945. A Grã-Bretanha tratou isso como um empréstimo de longo prazo, sem juros e sem data de pagamento especificada. O tesouro britânico estava quase vazio em 1945.
Quando a guerra começou, a Grã-Bretanha impôs controles cambiais. O governo britânico usou as suas reservas de ouro e dólares para pagar por munições, petróleo, matérias-primas e maquinaria, principalmente dos EUA. No terceiro trimestre de 1940, o volume das exportações britânicas caiu 37% em comparação a 1935. Embora o governo britânico tivesse comprometido a enviar quase US$ 10 mil milhões em encomendas dos Estados Unidos, as reservas de ouro e dólares da Grã-Bretanha estavam quase esgotadas. A Administração Roosevelt estava comprometida com o apoio económico em larga escala à Grã-Bretanha e em Março de 1941 iniciou o Lend-Lease, através do qual a América daria à Grã-Bretanha fornecimentos num total de 31,4 mil milhões de dólares que não teriam de ser reembolsados.
O governo e a opinião pública nos primeiros meses estavam preocupados com os perigos inflacionários. No final, o governo fez um trabalho razoável na redução do índice de aumento do custo de vida.

### Política
- Addison, Paul. The road to 1945: British politics and the Second World War (1975; 2nd ed. 2011), a standard scholarly history of wartime politics.
- Addison, Paul. Churchill on the Home Front, 1900-1955 (1992) ch 10-11.
- Bew, John. Clement Attlee: The Man Who Made Modern Britain (2017).
- Brooke, Stephen. Labour's war: the Labour party during the Second World War (Oxford University Press, 1992)
- Crowcroft, Robert. "'Making a Reality of Collective Responsibility': The Lord President's Committee, Coalition and the British State at War, 1941–42." Contemporary British History 29.4 (2015): 539-562.  online
- Fielding, S., P.Thompson and N. Tiratsoo, 'England Arise!': The Labour Party and Popular Politics in 1940s Britain (Manchester UP, 1995),
- Fielding, Steven. "What did 'the people' want?: the meaning of the 1945 general election." Historical Journal (1992) 35#3 pp: 623–639. 2639633 online
- Fry, Geoffrey K. "A Reconsideration of the British General Election of 1935 and the Electoral Revolution of 1945," History (1991) 76#246 pp 43–55.
- Gilbert, Bentley B. "Third Parties and Voters' Decisions: The Liberals and the General Election of 1945." Journal of British Studies (1972) 11(2) pp: 131–141. online
- Harrison, Brian. "The rise, fall and rise of political consensus in Britain since 1940." History 84.274 (1999): 301-324. online
- Jefferys, Kevin. "British politics and social policy during the Second World War." Historical Journal 30#1 (1987): 123-144. online
- Kandiah, Michael David. "The conservative party and the 1945 general election." (1995): 22–47.
- McCallum, R.B. and Alison Readman. The British general election of 1945 (1947) the standard political science study
- McCulloch, Gary. "Labour, the Left, and the British General Election of 1945." Journal of British Studies (1985) 24#4 pp: 465–489. online
- Pelling, Henry. "The 1945 general election reconsidered." Historical Journal  (1980) 23(2) pp: 399-414. JSTOR: 2638675
- Smart, Nick. British strategy and politics during the phony war: before the balloon went up (Greenwood, 2003).

### Economia, trabalho e produção bélica
- Aldcroft, Derek H. British Economy: Years of Turmoil, 1920-51 v. 1 (1986) pp 164–200. online
- Barnes, Denis, and Eileen Reid. "A new relationship: trade unions in the Second World War." in Trade Unions in British Politics ed. by Ben Pimlott and Chris Cook, (2nd ed. 1991) pp.137–155 (1982)
- Barnett, Corelli. The Audit of War: The Illusion and Reality of Britain as a Great Nation. (Macmillan, 1986). online
- Bullock, Alan. The Life and Times of Ernest Bevin: volume two: Minister of Labour, 1940-1945 (1967) online
- Burridge, T.D. British Labour and Hitler's War (1976) online
- Edgerton, David. Britain's war machine: weapons, resources, and experts in the Second World War (Oxford UP, 2011).
- Edgerton, David. Warfare State: Britain, 1920–1970 (Cambridge UP, 2005)
- Gowing, Margaret. "The organisation of manpower in Britain during the Second World War."  Journal of Contemporary History 7.1 (1972): 147-167
- Hammond, R. J. Food and agriculture in Britain, 1939–45: Aspects of wartime control (Stanford U.P. 1954); summary of his three volume official history entitled Food (1951–53)
- Hancock, W. Keith and Margaret M. Gowing.  British War Economy (1949) British War Economy.
- Harrison, Mark, ed. The Economics of World War II (Cambridge UP, 1998).
- Hughes, J. R. T.  "Financing the British War Effort," Journal of Economic History (1958) 18#2 pp. 193–199 in JSTOR
- Pollard, Sidney. The development of the British economy, 1914-1967 (2nd ed. 1969) pp 297–355; broad coverage of all major economic topics.
- Postan, Michael  British War Production (1952) (official History of the Second World War).  online.
- Roodhouse, Mark. Black Market Britain, 1939–1955 (Oxford UP, 2013)
- Zweiniger-Bargielowska, Ina. Austerity in Britain: Rationing, Controls & Consumption, 1939–1955 (2000) online

### Localidades e regiões
- Beardon, James. The Spellmount Guide to London in the Second World War (2014)
- Broomfield, Stuart. Wales at War: The Experience of the Second World War in Wales (2011).
- Finlay, Richard J. Modern Scotland 1914-2000 (2006), pp 162–197.
- MacDonald, Catriona MM. "'Wersh the Wine O'Victorie': Writing Scotland's Second World War." Journal of Scottish Historical Studies 24#2 (2004): 105-112; finds many specialized studied but no overall history.
- Ollerenshaw, Philip. "War, industrial mobilisation and society in Northern Ireland, 1939–1945." Contemporary European History 16#2 (2007): 169-197.
- Short, Brian. The Battle of the Fields: Rural Community and Authority in Britain during the Second World War (2014).
- Thoms, David. War, Industry & Society: The Midlands, 1939-45 (HIA Book Collection). (1989). 197p.
- Woodward, Guy. Culture, Northern Ireland, and the Second World War (Oxford UP, 2015)

### Sociedade e cultura
- Brivati, Brian, and Harriet Jones, ed. What Difference Did the War Make? The Impact of the Second World War on British Institutions and Culture. (Leicester UP; 1993).
- Crang, Jeremy A. The British Army and the People's War, 1939-1945 (Manchester UP, 2000) on the training of 3 million draftees
- Hayes, Nick, and Jeff Hill. 'Millions like us'?: British culture in the Second World War (1999)
- Hinton, James. The Mass Observers: A History, 1937-1949 (2013).
- Howell, Geraldine. Wartime fashion: from Haute Couture to homemade, 1939-1945 (A&C Black, 2013).
- Hubble, Nick. Mass-Observation and Everyday Life (Palgrave Macmillan. 2006).
- Jones, Helen (2006). British civilians in the front line: air raids, productivity and wartime culture, 1939-45. [S.l.]: Manchester UP. ISBN 9780719072901
- Lawson, Tom. God and War: The Church of England and armed conflict in the twentieth century (Routledge, 2016).
- MacKay, Marina. Modernism and World War II (Cambridge UP, 2007).
- McKibbin, Ross. Classes and Cultures: England 1918-1951 (2000) very wide-ranging social history.
- Parker, Stephen. Faith on the Home Front: Aspects of Church Life and Popular Religion in Birmingham, 1939-1945 (Peter Lang, 2006).
- Rose, Sonya O. Which People's War?: National Identity and Citizenship in Wartime Britain 1939-1945 (2003)
- Savage, Mike. "Changing social class identities in post-war Britain: Perspectives from mass-observation." Sociological Research Online 12#3 (2007): 1-13. online
- Smith, Harold L., ed. War and social change: British society in the Second World War (Manchester UP, 1986) online.
- Taylor, Matthew. "Sport and Civilian Morale in Second World War Britain." Journal of Contemporary History (2016): online

### Propaganda, moral e mídia
- Balfour, Michael. Propaganda in War, 1939–1945: Organisations, Policies and Publics in Britain and Germany (2011).
- Beaven, Brad, and John Griffiths. "The blitz, civilian morale and the city: mass-observation and working-class culture in Britain, 1940–41." Urban History 26#1 (1999): 71-88.
- Fox, Jo. Film propaganda in Britain and Nazi Germany: World War II cinema (2007).
- Fox, Jo. "Careless Talk: Tensions within British Domestic Propaganda during the Second World War." Journal of British Studies 51#4 (2012): 936-966.
- Holman, Valerie. Print for Victory: Book Publishing in England 1939-45 (2008).
- Jones, Edgar, et al. "Civilian morale during the Second World War: Responses to air raids re-examined." Social History of Medicine 17.3 (2004): 463-479. online
- Littlewood, David. "Conscription in Britain, New Zealand, Australia and Canada during the Second World War," History Compass  18#4 (2020) online
- Lovell, Kristopher. "The 'Common Wealth Circus': Popular Politics and the Popular Press in Wartime Britain, 1941–1945." Media History 23#3-4 (2017): 427-450.
- Maartens, Brendan. "To Encourage, Inspire and Guide: National service, the people's war and the promotion of civil defence in interwar Britain, 1938–1939." Media History 21#3 (2015): 328-341.
- Mackay, Robert. Half the battle: civilian morale in Britain during the Second World War (Manchester UP), 2010.
- Mackenzie, S. Paul. British War Films, 1939-45 (A&C Black, 2001).
- McLaine, Ian. Ministry of Morale: Home Front Morale and the Ministry of Information in World War II (1979),
- Maguire, Lori. "'We Shall Fight': A Rhetorical Analysis of Churchill's Famous Speech." Rhetoric & Public Affairs 17#2 (2014): 255-286.
- Nicholas, Siân. The Echo of War: Home Front Propaganda and the Wartime BBC, 1939-1945 (Palgrave Macmillan, 1996).
- Toye, Richard. The Roar of the Lion: the untold story of Churchill's World War II speeches (Oxford UP, 2013).

### Estado de bem-estar
- Lowe, Rodney. "The Second World War, consensus, and the foundation of the welfare state." Twentieth Century British History 1#2 (1990): 152-182.
- Page, Robert M. Revisiting the welfare state (McGraw-Hill Education (UK), 2007).
- Titmuss, Richard M. (1950) Problems of Social Policy. (Official History of the Second World War). London: HMSO.  online free

### Mulheres e família
- Braybon, Gail, and Penny Summerfield. (1987) Out of the cage: women's experiences in two world wars
- Costello, John. Love, Sex, and War: Changing Values, 1939-1945 (1985)
- Gartner, Niko. Operation Pied Piper: the wartime evacuation of schoolchildren from London and Berlin 1938–46 (2012)
- Harris, Carol. Women at War 1939-1945: The Home Front. (2000) Thrupp: Sutton Publishing Limited. ISBN 0-7509-2536-1ISBN 0-7509-2536-1.
- Hinton, James. Women, social leadership, and the Second World War: Continuities of class (Oxford UP, 2002.
- Lant, Antonia Caroline. Blackout: Reinventing women for wartime British cinema (Princeton UP, 2014)
- Moshenska, Gabriel. "Spaces for Children: School Gas Chambers and Air Raid Shelters in Second World War Britain." in Reanimating Industrial Spaces: Conducting Memory Work in Post-industrial Societies 66 (2014): 125+.
- Noakes, Lucy. Women in the British Army: War and the Gentle Sex, 1907–1948 (Routledge, 2006).
- Summerfield, Penny. (1999) "What Women Learned from the Second World War," History of Education  18: 213–229;

### Histórias oficiais
- Hammond, R.J. Food: Volume 1, Studies of Administration and Control online
- Hancock, W. K. and Gowing, M.M.  British War Economy (1949) (official History of the Second World War). London: HMSO and Longmans, Green & Co. Available on line at: British War Economy.
- Hancock, W. K.  Statistical Digest of the War (1951) (official History of the Second World War). London: HMSO and Longmans, Green & Co. Available on line at: Statistical Digest of the War.

### Historiografia e memória
- Chapman, James. "Re-presenting war: British television drama-documentary and the Second World War." European Journal of Cultural Studies 10.1 (2007): 13-33.
- Eley, Geoff. "Finding the People's War: Film, British Collective Memory, and World War II." The American Historical Review 106#3 (2001): 818-838. online
- Harris, Jose. "War and social history: Britain and the home front during the Second World War," Contemporary European History (1992) 1#1 pp 17–35.
- Smith, Malcolm. Britain and 1940: history, myth and popular memory (2014).
- Summerfield, Penny. (1998) "Research on Women in Britain in the Second World War: An Historiographical Essay," Cahiers d'Histoire du Temps Présent 4: 207–226.
- Twells, Alison. "'Went into raptures': reading emotion in the ordinary wartime diary, 1941–1946." Women's History Review 25.1 (2016): 143-160; shows how ordinary diaries can be used to move beyond cultural directives concerning appropriate female emotional expression to develop a greater understanding of the daily crafting of the modern self.